# Тимощенков, Виктор Васильевич
Виктор Васильевич Тимощенков (род. 26 июля 1965, Свердловск) — советский, российский хоккеист, защитник, нападающий. Тренер.

## Биография
Воспитанник свердловской школы «Спартаковец», тренер Леонид Грязнов. На юношеском и молодёжном уровнях выступал за местные «Автомобилист» (1979—1980) и СКА (1980—1984). В сезонах 1982/83 — 1983/84 выступал за СКА в первенстве второй лиги. Выступал за «Спутник» Нижний Тагил (1986—1991), «Торос» Нефтекамск (1991/92), «Автомобилист» (1992/93 −1993/94), «Кедр» Верх-Нейвинский / Новоуральск (1992/93, 1993/94 — 2001/02).
Серебряный призер V зимней Спартакиады народов СССР (1982 год) в составе юниорской сборной Московской области.
Тренер команд «Кедр» (2002/03 — 2003/04), «Динамо-Энергия» (2005/06 — 2006/07). Во второй половине сезона 2005/06 — главный тренер «Динамо-Энергии-2».
Главный тренер любительских екатеринбургских команд «Неоплан» (2014) и «Авто» (2016), ставших чемпионами Ночной хоккейной лиги. Победитель «Офицерской хоккейной лиги» с командой «Огненный щит» (2023, 2024). Тренер любительских команд «ВС-Проект», «Новосёл», «СВ Металл». Тренер команд в школах «Спартаковец», «Автомобилист», «Аметист».